# Saniyya Sidney
Saniyya Sidney (* 30. října 2006 Los Angeles, Kalifornie) je americká herečka. Známou se stala rolemi v seriálech American Horror Story (2016) Smrtící virus (2019) a ve filmech Ploty (2016) a Skrytá čísla (2016).

## Kariéra
S herectvím začala v roce 2012, kdy se objevila v krátkometrážním filmu The Babysitters. Poté se objevila v minisérii Roots a seriálu American Horror Story. V roce 2016 si zahrála ve filmu Ploty, který získal čtyři nominace na cenu Oscar, včetně jednoho vítězství.  Ve stejném roce si také zahrála ve filmu Skrytá čísla, který získal tři nominace na Oscara.
V červnu 2017 stanice Fox oznámila obsazení Sidneyové v seriálu Smrtící virus. Pilotní díl měl premiéru 14. ledna 2019. V roce 2018 si zahrála ve filmu Fast Color,  který měl světovou premiéru na South by Southwest festivalu dne 10. března 2018. 

## Filmografie

### Film
| Rok  | Název                               | Role              | Poznámky            |
| ---- | ----------------------------------- | ----------------- | ------------------- |
| 2012 | Babysitters                         | Amity             | krátkometrážní film |
| 2016 | Ploty                               | Raynell Maxson    |                     |
| 2016 | Skrytá čísla                        | Constance Johnson |                     |
| 2018 | Fast Color                          | Lila              |                     |
| 2019 | Kevin Hart's Guide to Black History | Riley             |                     |

### Televize
| Rok  | Název                 | Role                 | Poznámky             |
| ---- | --------------------- | -------------------- | -------------------- |
| 2016 | Roots                 | Kizzy Waller (6 let) | díl: „Part 2“        |
| 2016 | American Horror Story | Flora Harris         | 4 díly               |
| 2019 | Smrtící virus         | Amy Bellafonte       | hlavní role, 10 dílů |